# MacPherlin Dudu Omagbemi
MacPherlin Dudu Omagbemi (Lagos, 1985. július 18.) nigériai labdarúgó, Magyarországon a DVSC és a Kecskeméti TE játékosa volt.

## Pályafutása

### Kecskemét
2010 januárjában egy csereüzlet során igazolt a KTE-hez a DVSC-től. A megállapodás értelmében pénz mellett Dudu végleg, míg Szűcs István fél évre kölcsönben került Kecskemétre, Mbengono Andoa Yannickért. Fél év után a kecskeméti klub szerződést bontott vele.

## Külső hivatkozások
- Hlsz.hu profil Archiválva 2013. augusztus 22-i dátummal a Wayback Machine-ben